# William de Burgh, 3. Earl of Ulster

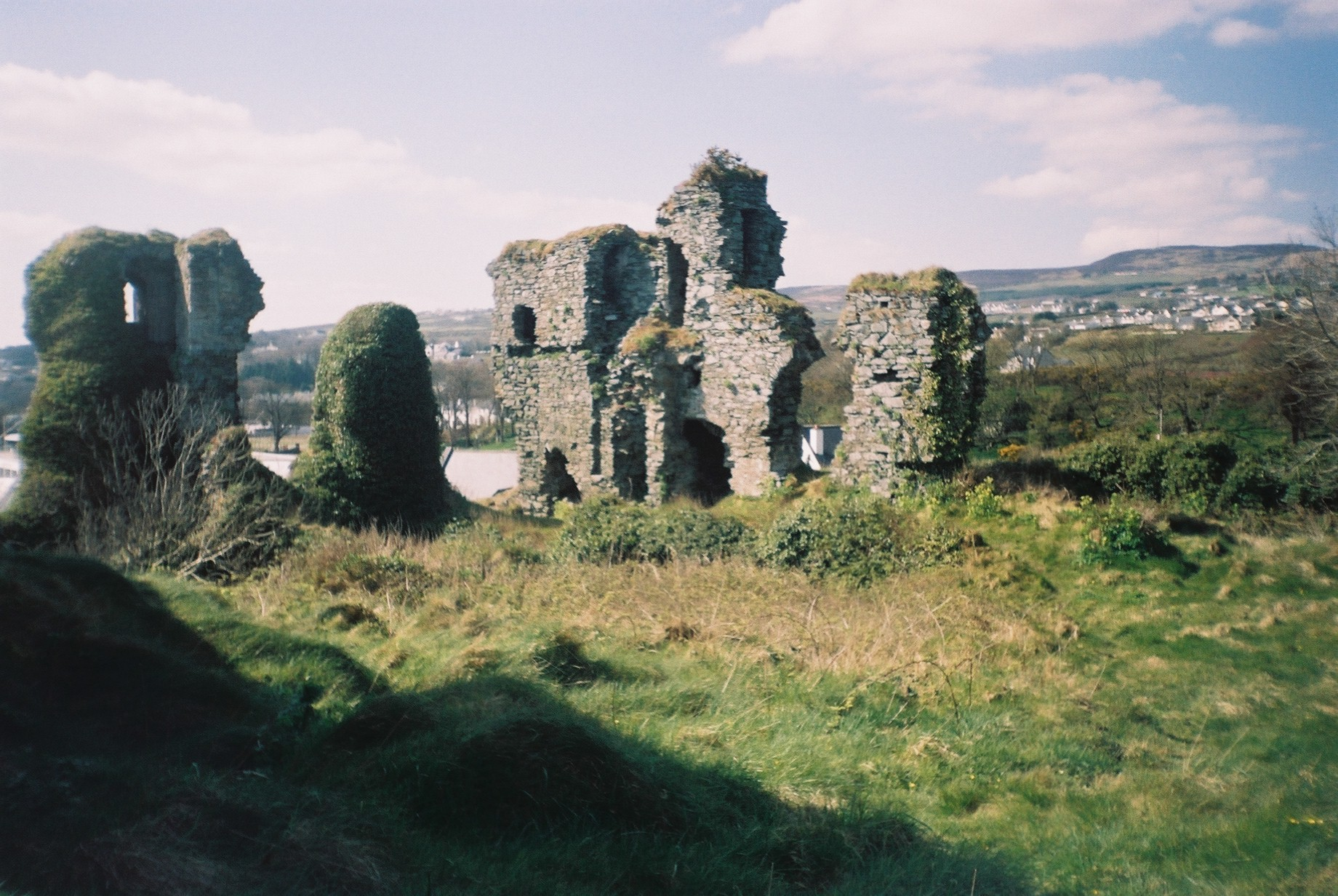
Die Ruine von Northburgh Castle, wo William de Burgh 1332 Walter Liath de Burgh einkerkerte

William Donn de Burgh, 3. Earl of Ulster (* 17. September 1312; † 6. Juni 1333 bei Belfast) war ein irischer Adliger und zeitweise königlicher Stellvertreter in der Lordschaft Irland.

## Herkunft und Jugend
Er war der einzige Sohn von John de Burgh, dem ältesten Sohn von Richard Og de Burgh, 2. Earl of Ulster, und von Elizabeth de Clare. Sein Vater fiel bereits am 18. Juni 1313 in einem Gefecht bei Galway. Seine Mutter wurde 1314 nach dem Tod ihres Bruders Gilbert de Clare eine der drei Erbinnen der umfangreichen Besitzungen der Familie Clare und kehrte mit ihrem Sohn nach England zurück. Dort heiratete sie erneut.

## Rückkehr nach Irland
Beim Tod seines Großvaters Richard 1326 erbte William noch als Minderjähriger dessen Titel eines Earl of Ulster und kehrte 1327 nach Irland zurück. Dazu wurde er am 10. Dezember 1327 durch Writ of Summons als Baron Burgh Mitglied des englischen Parlaments. Er wurde 1328 zum Ritter geschlagen. 1328 wurde ihm Carrickfergus Castle und um 1330 Athlone Castle übertragen. Von 1330 bis 1331 war er als King’s Deputy Stellvertreter des Königs in Irland.
Um 1328 heiratete er Matilda of Lancaster, eine Tochter von Henry Plantagenet, 3. Earl of Lancaster und von Maud de Chaworth. Als Freund und Vertreter von König Eduard III. versuchte er die englische Autorität im Norden Irlands wiederherzustellen. Dabei geriet er mit Maurice FitzGerald, 1. Earl of Desmond in Konflikt, den er verdächtigte, sich zusammen mit Walter Liath de Burgh und Henry de Mandeville, Seneschall von Ulster, gegen ihn verbündet zu haben. William griff Walter Liath de Burgh und Henry de Mandeville in Ulster und Connacht an. Henry de Mandeville floh nach Dublin, wo er in Gefangenschaft geriet, während Walter Liath de Burgh von William gefangen genommen wurde. Walter starb 1332 in Northburgh Castle bei Greencastle, angeblich ließ William ihn verhungern. Als William im folgenden Jahr zusammen mit Robert FitzRichard Mandeville unterwegs nach Carrickfergus war, wurde er von diesem ermordet, da seine Frau Gyle de Burgh eine Schwester von Walter Liath de Burgh gewesen war. Wegen des Mordes kam es zu einer blutigen Fehde zwischen den Gefolgsleuten von William und denen von Mandeville. Williams Besitzungen wurden von Walters Bruder Edmond Albanach de Burgh aus Connacht besetzt, die sich in der Folge Mac William nannte und sich vom englischen König für unabhängig erklärte. In der Folge gälisierte er sich zunehmend und nahm die irische Sprache und irische Kleidung an. Damit war Ulster für über 200 Jahre wieder in irischer Hand.
Williams Witwe Matilda flüchtete mit ihrer jungen Tochter Elizabeth nach England. Vor 1343 heiratete sie in zweiter Ehe Sir Ralph Ufford, Justiciar of Ireland. Ihre Tochter Elizabeth († 1363), die rechtmäßige Erbin von Ulster, heiratete Lionel of Antwerp, 1. Duke of Clarence.